# 알레산드라 말티네스
알레산드라 말티네스(Alessandra Martines, 1963년 9월 19일 ~ )는 이탈리아의 배우, 댄서, 음악가, 연극 배우, 영화배우이다.
로마에서 태어났다.

## 영화
- 러브 미 노 모어 (2008년)
- 0시를 향하여 (2007년)
- 사랑하기 위한 용기 (2005년)
- 레이디스 앤 젠틀맨 (2002년)
- 그들만의 수요일 (2001년)
- 모두를 위한 하나 (1999, Une pour toutes)
- 공주는 못말려 5 (1996년)
- 레 미제라블 (1995년)
- 공주는 못말려 4 (1994년)
- 공주는 못말려 3 (1993년)
- 모든 일은 그것 때문에 (1993, Tout ça… pour ça !)
- 공주는 못말려 2 (1992년)
- 공주는 못말려 (1991년)
- 미스 아리조나 (1987년)